# Antonina Pawlowna Chlebuschkina
Antonina Pawlowna Chlebuschkina (russisch Антонина Павловна Хлебушкина, wiss. Transliteration Antonina Pavlovna Chlebuškina, usbekisch Антонина Павловна Хлебушкина Antonina Pavlovna Xlebushkina; geboren am 18. Dezember 1914 im Gouvernement Samara, Russisches Kaiserreich; gestorben 1995 in Taschkent) war eine sowjetische Politikerin.

## Leben
Ab 1926 war sie in landwirtschaftlichen, gesellschaftlichen und politischen Tätigkeiten engagiert. Von 1926 bis 1995 war sie eine Kinderfrau bei wohlhabenden Bauern, Erzieherin in der Tadschikischen und Usbekischen SSR, Direktorin der Zentralen Kinder-Touristen- und Ausflugsstation in Taschkent und Direktorin des Kinderheims Nr. 22 in der Stadt Taschkent, Usbekische SSR.
Durch den Beschluss des Präsidiums des Obersten Sowjets der UdSSR vom 16. Dezember 1987 wurde ihr aufgrund ihrer herausragenden Leistungen bei der kommunistischen Erziehung, Ausbildung und dem sozialen Werdegang von Waisenkindern und Kindern ohne elterliche Fürsorge der Titel Held der Sozialistischen Arbeit verliehen, verbunden mit der Verleihung des Lenin-Ordens und der goldenen Medaille „Sichel und Hammer“.
Sie wurde als Abgeordnete des Obersten Sowjets der Usbekischen SSR in der 11. und 12. Amtszeit gewählt.
Sie war Preisträgerin des Lenin-Komsomol-Preises (1986) sowie des Internationalen Preises und der goldenen Medaille im Namen von Leo Tolstoi (1987).
Sie verstarb im Jahr 1995 in Taschkent und wurde auf dem Do‘mbrobod Friedhof beerdigt.